# 弦楽のための協奏曲 (ストラヴィンスキー)
弦楽のための協奏曲 ニ調（英語: Concerto in D for string orchestraもしくはイタリア語: Concerto in Re）は、イーゴリ・ストラヴィンスキーが1946年に完成させた弦楽合奏のための協奏曲。新古典主義時代のストラヴィンスキーが作曲した、2つある室内楽編成の合奏協奏曲のうちの1つである。

## 成立の経緯
パウル・ザッハーの依嘱により、（旧）バーゼル室内管弦楽団（略称はBKO）の創立20周年を祝して作曲されたことから、『バーゼル協奏曲』の愛称でも知られる。1947年1月27日に、ザッハーの指揮とBKOの演奏によって初演された。作品の最も興味深い特徴は、ニ長調からニ短調へと浮遊する箇所である。
バレエ音楽としてもたびたび使用されている。特に有名なのはジェローム・ロビンズの台本と振付による『檻』で、侵入してきたオスを殺すメスの蜂の話になっている。ニューヨーク・シティ・バレエ団によって1951年に上演された。原曲からは予想もつかないスキャンダラスな内容のため、ストラヴィンスキーは困惑したが、その成功を喜んだ。

## 楽章構成
1. ヴィヴァーチェ Vivace
2. アリオーゾ（アンダンティーノ） Arioso: Andantino
3. ロンド（アレグロ） Rondo: Allegro